# 신장인자

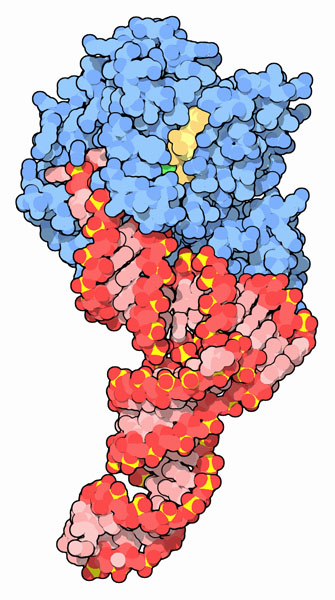
Ef-Tu(파란색), tRNA(빨간색), GTP(노란색)의 삼원 복합체. 출처: 2006년 9월 PDB Molecule of the Month 신장인자.

신장인자(伸長因子, 영어: elongation factor)는 단백질 합성 중에 기능하며, 신장하는 폴리펩타이드의 첫 번째 펩타이드 결합 형성부터 마지막 펩타이드 결합 형성까지 번역 과정에서의 신장을 촉진하는 단백질의 세트이다. 원핵생물에서 가장 흔한 신장인자는 EF-Tu, EF-Ts, EF-G이다. 세균과 진핵생물은 서로 크게 상동적이지만 구조와 명명법이 다른 신장인자를 사용한다.
신장은 번역에서 가장 빠른 단계이다. 세균에서는 초당 15~20개의 아미노산(초당 약 45~60개의 뉴클레오타이드)이 첨가되는 속도로 진행된다. 진핵생물에서는 초당 약 2개의 아미노산(초당 약 6개의 뉴클레오타이드)이 첨가되는 속도로 진행된다. 신장인자는 이러한 과정들을 조절하고, 빠른 속도에서도 높은 정확도의 번역을 유지하는 역할을 담당한다.

## 상동적인 신장인자의 명명법
| 세균                                                                                                   | 진핵생물/고세균 | 기능 |
| --- | --------------- | --- |
| EF-Tu                                                                                                  | eEF-1A (α)      | 아미노아실-tRNA가 리보솜의 A 자리로 들어가는 것을 매개한다.                                                |
| EF-Ts                                                                                                  | eEF-1B (βγ)     | EF-Tu에 대한 구아닌 뉴클레오타이드 교환인자로 작용하여 EF-Tu로부터 GDP의 방출을 촉매한다.                  |
| EF-G                                                                                                   | eEF-2           | 각 단계의 폴리펩타이드의 신장시 리보솜에서 tRNA와 mRNA의 전위를 촉매한다. 입체형태의 변화를 크게 일으킨다. |
| EF-P                                                                                                   | eIF-5A          | 아마도 펩타이드 결합의 형성을 자극하고 막힘을 해소한다.                                                    |
| EF-4                                                                                                   | (없음)          | 교정 |
| EF-P의 고세균 및 진핵생물에서의 상동체인 EIF5A는 개시인자로 명명되었지만 이제는 신장인자로도 간주된다. |                 | |

진핵생물은 세포질의 번역 체계 외에도 미토콘드리아와 색소체에 독자적인 번역 체계를 가지고 있으며, 이들 세포소기관의 번역 체계는 세균의 것과 유사하다. 사람의 경우 TUFM, TSFM, GFM1, GFM2, GUF1이 해당된다. 명목상의 방출인자인 MTRFR도 신장에 역할을 할 수 있다.
세균에서 셀레노시스테이닐-tRNA는 EF-Tu와 관련된 특수 신장인자인 SelB (P14081)를 필요로 한다. 몇몇 동족체도 고세균에서 발견되지만, 기능은 알려져 있지 않다.

## 표적
일부 병원체의 독소는 신장인자를 표적으로 한다. 예를 들어 독소형 디프테리아균(Corynebacterium diphtheriae)은 신장인자(EF-2)를 불활성화하여 숙주의 단백질 기능을 변경하는 디프테리아 독소를 생성한다. 이것은 디프테리아와 관련된 병리 및 증상을 초래한다. 마찬가지로 녹농균(Pseudomonas aeruginosa)의 외독소 A는 EF-2를 불활성화시킨다.

## 같이 보기
- EF-Tu
- EF-Ts
- EF-G

## 더 읽을거리
- Alberts, B. et al. (2002). Molecular Biology of the Cell, 4th ed. New York: Garland Science. ISBN 0-8153-3218-1.
- Berg, J. M. et al. (2002). Biochemistry, 5th ed. New York: W.H. Freeman and Company. ISBN 0-7167-3051-0.
- Singh, B. D. (2002). Fundamentals of Genetics, New Delhi, India: Kalyani Publishers. ISBN 81-7663-109-4.